# Simplicia toma
Simplicia toma là một loài bướm đêm trong họ Noctuidae.